# O Pacto dos Lobos
Le Pacte des loups (prt/bra: O Pacto dos Lobos) é um filme francês de 2002, dirigido por Christophe Gans. O roteiro é baseado na história real da Besta de Gévaudan, uma criatura feroz que aterrorizou a região francesa de Gévaudan no final do século XVIII.
Em 2021, a Europa Filmes lançou no Brasil a edição limitada do filme em blu-ray em parceria com a Versátil Home Vídeo, que entrou exclusivamente no catálogo da loja virtual VersátilHV.

## Elenco
- Samuel Le Bihan...Grégoire de Fronsac
- Mark Dacascos...Mani
- Vincent Cassel...Jean-François de Morangias
- Monica Bellucci...Sylvia
- Émilie Dequenne...Marianne de Morangias
- Jérémie Renier...Thomas d'Apcher
- Jean Yanne...Conde de Morangias
- Jean-François Stevenin...Henri Sardis
- Jacques Perrin...Thomas d'Apcher
- Édith Scob...Geneviève de Morangias
- Johan Leysen...Antoine de Beauterne
- Bernard Farcy...Pièrre-Jean Laffont
- Hans Meyer... Marquês Apcher
- Virginie Darmon...La Bavarde
- Philippe Nahon...Jean Chastel
- Eric Prat... Capitão Duhamel
- Jean-Loup Wolff...Duque Gontrand de Moncan
- Gaspard Ulliel...Louis

## Recepção

### Crítica
No agregador de críticas Rotten Tomatoes, o filme tem uma taxa de aprovação de 73% com base em 120 opiniões. O consenso crítico do site diz: "Brotherhood of the Wolf mistura seus gêneros com pouca lógica, mas o resultado final é extremamente divertido."
No Metacritic, o filme tem uma pontuação média de 57 em 100, com base em 37 críticos, indicando "críticas médias ou mistas".

### Bilheteria
O filme foi um dos maiores sucessos de bilheteria de 2001 na França, arrecadando cerca de US $ 24 milhões. O filme também obteve sucesso comercial nos Estados Unidos; A Universal Pictures pagou US $ 2 milhões para adquirir os direitos de distribuição do filme na América do Norte e arrecadou US $ 11,3 milhões em lançamento limitado, tornando-se o sexto filme em francês de maior bilheteria de todos os tempos nos Estados Unidos (atrás de Amelie, La Cage aux Folles, Z, A Man and a Woman e Emmanuelle). Também foi o número um nas bilheterias da Itália por duas semanas. O filme arrecadou $ 70 milhões em lançamento mundial nos cinemas.